# رباط ملك
رباط ملك (بالإنجليزية: Robat-e Malek)‏ هي قرية تقع في قسم جلغة الريفي في إيران. يقدر عدد سكانها بـ 284 نسمة بحسب إحصاء 2016.